# 克山站
克山站，位于中华人民共和国黑龙江省齐齐哈尔市克山县克山镇，是齐北铁路上的火车站，建于1928年，由哈尔滨铁路局管辖。

## 車站周邊
- 中国铁通克山营业厅
- 省农业科学院克山分院
- 克山县粮食局
- 克山县第二中学
- 克山县水务局
- 克山县第三中学

## 歷史
- 建于1928年。

## 外部連結
- 中国铁路客户服务中心（页面存档备份，存于）